# Gällinge socken
Gällinge socken i Halland ingick i Fjäre härad, ingår sedan 1974 i Kungsbacka kommun och motsvarar från 2016 Gällinge distrikt.
Socknens areal är 34,19 kvadratkilometer, varav 32,93 land. År 2000 fanns här 695 invånare. Kyrkbyn Gällinge med sockenkyrkan Gällinge kyrka ligger i socknen.  

## Administrativ historik
Gällinge socken har medeltida ursprung.
Vid kommunreformen 1862 övergick socknens ansvar för de kyrkliga frågorna till Gällinge församling och för de borgerliga frågorna till Gällinge landskommun.  Landskommunen uppgick 1952 i Löftadalens landskommun som sedan 1974 uppgick i Kungsbacka kommun.
1 januari 2016 inrättades distriktet Gällinge, med samma omfattning som församlingen hade 1999/2000. 
Socknen har tillhört fögderier och domsagor enligt Fjäre härad. De indelta båtsmännen tillhörde Norra Hallands första båtsmanskompani.

## Geografi
Gällinge socken ligger sydost om Kungsbacka kring Löftaån. Socknen består av dalbygd utmed Loftaån och däromkring kuperad bergs- och skogsbygd med mossar. Största insjö är Skärsjön som delas med Fjärås och Förlanda socknar.
På gränsen till Idala socken ligger byn Håfors.

## Fornlämningar
Från stenåldern finns flera boplatser och en hällkista. Från bronsåldern finns gravrösen, högar och stensättningar. Från järnåldern finns gravar.

## Namnet
Namnet (1407 Gellinge) kommer från kyrkbyn. Förleden innehåller gall, 'ofruktbar' och efterleden inge, 'inbyggare. En alternativ tolkning är att namnet kommer från ett ägonamn Gälling, som då betyder ofruktbar mark.

## Befolkningsutveckling
| Befolkningsutvecklingen i Gällinge socken 1750–1990                                                     | Befolkningsutvecklingen i Gällinge socken 1750–1990 | Befolkningsutvecklingen i Gällinge socken 1750–1990 | Befolkningsutvecklingen i Gällinge socken 1750–1990 | Befolkningsutvecklingen i Gällinge socken 1750–1990 |
| --- | --------------------------------------------------- | --------------------------------------------------- | --------------------------------------------------- | --------------------------------------------------- |
| |                                                     |                                                     |                                                     |                                                     |
| År |                                                     |                                                     | Folkmängd                                           |                                                     |
| 1750 | 1750                                                |                                                     | 432                                                 |                                                     |
| 1760 | 1760                                                |                                                     | 453                                                 |                                                     |
| 1769 | 1769                                                |                                                     | 488                                                 |                                                     |
| 1780 | 1780                                                |                                                     | 508                                                 |                                                     |
| 1790 | 1790                                                |                                                     | 501                                                 |                                                     |
| 1800 | 1800                                                |                                                     | 497                                                 |                                                     |
| 1810 | 1810                                                |                                                     | 480                                                 |                                                     |
| 1820 | 1820                                                |                                                     | 537                                                 |                                                     |
| 1830 | 1830                                                |                                                     | 595                                                 |                                                     |
| 1840 | 1840                                                |                                                     | 667                                                 |                                                     |
| 1850 | 1850                                                |                                                     | 760                                                 |                                                     |
| 1860 | 1860                                                |                                                     | 819                                                 |                                                     |
| 1870 | 1870                                                |                                                     | 831                                                 |                                                     |
| 1880 | 1880                                                |                                                     | 852                                                 |                                                     |
| 1890 | 1890                                                |                                                     | 831                                                 |                                                     |
| 1900 | 1900                                                |                                                     | 714                                                 |                                                     |
| 1910 | 1910                                                |                                                     | 650                                                 |                                                     |
| 1920 | 1920                                                |                                                     | 604                                                 |                                                     |
| 1930 | 1930                                                |                                                     | 578                                                 |                                                     |
| 1940 | 1940                                                |                                                     | 512                                                 |                                                     |
| 1950 | 1950                                                |                                                     | 491                                                 |                                                     |
| 1960 | 1960                                                |                                                     | 473                                                 |                                                     |
| 1970 | 1970                                                |                                                     | 486                                                 |                                                     |
| 1980 | 1980                                                |                                                     | 580                                                 |                                                     |
| 1990 | 1990                                                |                                                     | 618                                                 |                                                     |
| Anm: Källor: Umeå universitet - Tabellverket 1749-1859, Demografiska databasen, CEDAR, Umeå universitet |                                                     |                                                     |                                                     |                                                     |